# Museo della ceramica (Nuoro)
Il Museo della ceramica, conosciuto anche come Museo della ceramica sarda, si trova in piazza Su Connottu 8 a Nuoro.

## Storia
Ideato nel 2001 dal Comune di Nuoro, il museo è oggi gestito dall'ISRE, che ha sempre collaborato strettamente con il Comune il quale ha acquistato Casa Chironi nel 2002 per poi ristrutturarla, e con la sua casa editrice Ilisso, proprietaria della sua collezione di ceramiche ospitata qui.
L'architetto Antonello Cuccu ha progettato la mostra permanente, inaugurata il 20 luglio 2023 in concomitanza con l'apertura del museo.

## Descrizione
Il museo è strutturato su tre piani, dove si possono vedere più di 350 opere di artisti del Novecento, tra cui Francesco Ciusa, Salvatore Fancello, Federico Melis, Edina Altara, Costantino Nivola, i fratelli Melis, Pinuccio Sciola, Emilia Palomba, Angelo Sciannella, Gavino Tilocca e altri, ma anche alcune opere provenienti dall'Europa.
Tutti gli oggetti esposti raccontano la tradizione della ceramica sarda, la storia dell'isola e la vita della sua gente.